# Geraldine Beamish
Winifred Geraldine Ramsey Beamish (Londres, 23 de junho de 1883 - Londres, 10 de maio de 1972) foi uma tenista britânica. Medalhista olímpica de prata, em duplas com Dorothy Holman.

## Grand Slam finais

### Duplas (1 vice)
| Ano  | Campeonato | Parceira             | Oponentes                      | Placar   |
| 1921 | Wimbledon  | Irene Bowder Peacock | Suzanne Lenglen Elizabeth Ryan | 1–6, 2–6 |

## World championships finais

### Duplas (3 títulos)
| Ano  | Campeonato                        | Parceira                | Oponentes                           | Placar   |
| 1919 | World Covered Court Championships | Kathleen McKane Godfree | Dorothy Holman Phyllis Covell       | 6–3, 6–4 |
| 1920 | World Covered Court Championships | Kathleen McKane Godfree | Doris Craddock Irene Bowder Peacock | 6–3, 7–5 |
| 1923 | World Covered Court Championships | Kathleen McKane Godfree | Germaine Golding Jeanne Vaussard    | 6–1, 6–1 |